# Тенґьо (ненґо)
Тенґьо́ (яп. 天慶 — тенґьо, тенкей, тенкьо, «небесна радість») — ненґо, девіз правління імператора Японії з 938 по 947 роки.

## Хронологія
- 3 рік (940) — придушення повстання самурайського лідера Тайри но Масакадо у регіоні Канто;
- 4 рік (941) — придушення повстання самурайського лідера Фудзівари но Сумітомо у регіоні Внутрішнього японського моря.

## Порівняльна таблиця
| Роки Тенґьо             | 1    | 2    | 3    | 4    | 5    | 6    | 7    | 8    | 9    | 10   |
| Григоріанський календар | 938  | 939  | 940  | 941  | 942  | 943  | 944  | 945  | 946  | 947  |
| Китайський календар     | 戊戌 | 己亥 | 庚子 | 辛丑 | 壬寅 | 癸卯 | 甲辰 | 乙巳 | 丙午 | 丁未 |